# 김면규
김면규(金冕圭, ? ~ ?)는 일제강점기의 경찰이다.

## 생애
생몰년과 본적지 등 정확한 신상은 알려져 있지 않다. 1925년 경성부 종로경찰서 순사부장, 1930년 경기도 경찰부 양평경찰서 경부보, 1931년부터 1936년까지 경기도 경찰부 용인경찰서 경부보로 근무했으며 1937년 경기도 경찰부 경무과 및 형사과 경부, 1938년 경기도 경찰부 광주경찰서에서 경부로 근무했다.
종로경찰서 순사부장으로 재직 중이던 1926년 제2차 조선공산당 사건 관련자인 신명준 등 25명을 구속하고 강달영 등 11명을 불구속 입건했다. 1926년 6월 14일부터 8월 10일까지 제2차 조선공산당 사건 관련자인 권오설, 강달영, 전정관, 홍덕유, 이준태, 박래원 등을 취조하는 한편 이들을 구타, 고문하여 중상을 입히거나 숨지게 했다.
그의 고문 행위는 많은 조선인들로부터 비난의 대상이 되었다. 특히 1927년 11월 1일에는 당시 일본에서 활동하고 있던 몇몇 조선인 단체들이 그의 고문 행위에 항의하는 내용을 담은 서한을 사이토 마코토 조선총독 등에게 제출하기도 했다. 민족문제연구소의 친일인명사전 수록자 명단의 경찰 부문, 친일반민족행위진상규명위원회가 발표한 친일반민족행위 705인 명단에 포함되었다.

## 참고자료
- 친일반민족행위진상규명위원회 (2009). 〈김면규〉. 《친일반민족행위진상규명 보고서 Ⅳ-2》. 서울. 439~446쪽.